# Neogonodactylus austrinus
Neogonodactylus austrinus is een bidsprinkhaankreeftensoort uit de familie van de Gonodactylidae. De wetenschappelijke naam van de soort is voor het eerst geldig gepubliceerd in 1969 door Manning.